# Pietro Paolo Columbani
Pietro Paolo Columbani (* um 1682 vermutlich in Ligornetto, Schweiz; † 28. Dezember 1748 in Raudnitz an der Elbe) war ein italienischer Baumeister und Architekt aus dem Tessin, der im Wesentlichen in Nordböhmen wirkte und dort Barockbauten errichtet hat.

## Leben und Wirken
Aus seinem Leben ist nicht viel bekannt. Columbani war ab 1702 Baumeister und Architekt in Böhmen. Dies ergibt sich aus seiner Registrierung bei der Maurer-Gilde in Leitmeritz (Litoměřice) in den Jahren 1702, 1703, 1705 und 1707. Er ließ sich in Raudnitz nieder und war dort vermutlich dreimal verheiratet. Im Jahr 1707 heiratete er Katherina, geb. Complezhamr. Seine zweite Frau Anna Maria verstarb bereits 1716. Seine dritte Frau Anna, Tochter von Wenzel Partyka, einem Bürger und Stadtrat von Leitmeritz, heiratete er im Jahr 1721. Er starb 1748 in Raudnitz.
Seine drei Söhne erreichten hohe berufliche Positionen:
- Pietro Paolo Giacomo (* 1737) war Jurist und Landesadvokat in Prag
- Francesco Carlo (Dismas) war Rektor des Prämonstratenser-Kollegiums von St. Norbert in Prag
- Taddeo war Prior des Prämonstratenser-Klosters Strahov in Prag

Von Kunsthistorikern wird er zusammen mit Christoph Dientzenhofer (1655–1722), Johann Blasius Santini-Aichl (1677–1723), Franz Maximilian Kaňka (1674–1766), Thomas Haffenecker (1669–1730) und Octavio Broggio (1670–1742) zur sogenannten „radikal-dynamischen Gruppe“ der Barock-Architekten gezählt.

## Werke (Auswahl)
- 1707: Erneuerung der Kirche St. Jacobus der Ältere in Wettel (Vetlá), OT von Vrbice (Wrbitz)
- 1715–1718: Kirche des hl. Johannes des Täufers in Steinschönau (Kamenický Šenov)
- 1716–1718: Dreifaltigkeitskirche in Blottendorf (Polevsko)
- 1717–1719: Kirche der hl. Katharina in Bürgstein (Sloup v Čechách)
- 1718–1721: Kirche St. Peter und Paul in Ober Preschkau (Horní Prysk)
- 1720–1722: Barocke Friedhofskirche des hl. Laurentius in Libochowitz (Libochovice)
- 1724–1725: Kirche St. Peter und Paul (begonnen 1694 von Antonio della Porta) in Perutz (Peruc)
- bis 1724: Schloss Perutz nach einem Entwurf von Antonio della Porta
- 1730–1733: Kinsky-Schloss in Bürgstein (Sloup v Čechách) im Auftrag von Johann Joseph Maximilian Kinsky (1705–1780)[8][9]
- 1730–1737: Wallfahrtskirche Mariä Himmelfahrt in Chotieschau (Chotěšov) im Auftrag von Wenzel Henniger von Seeberg
- 1736–1738: Karner (Beinhaus) in Ratschinowes (Račiněves)
- 1737–1745: Kirche St. Wenzel in Letschitz (Ledčice) nach einem Entwurf des Architekten Girolamo Costa (um 1671–1741)
- um 1744: Allerheiligenkapelle in Rohatetz (Rohatce), OT von Hrobce (Hrobetz), nach einem Entwurf von Octavio Broggio[10]

## Bildergalerie seiner Bauten

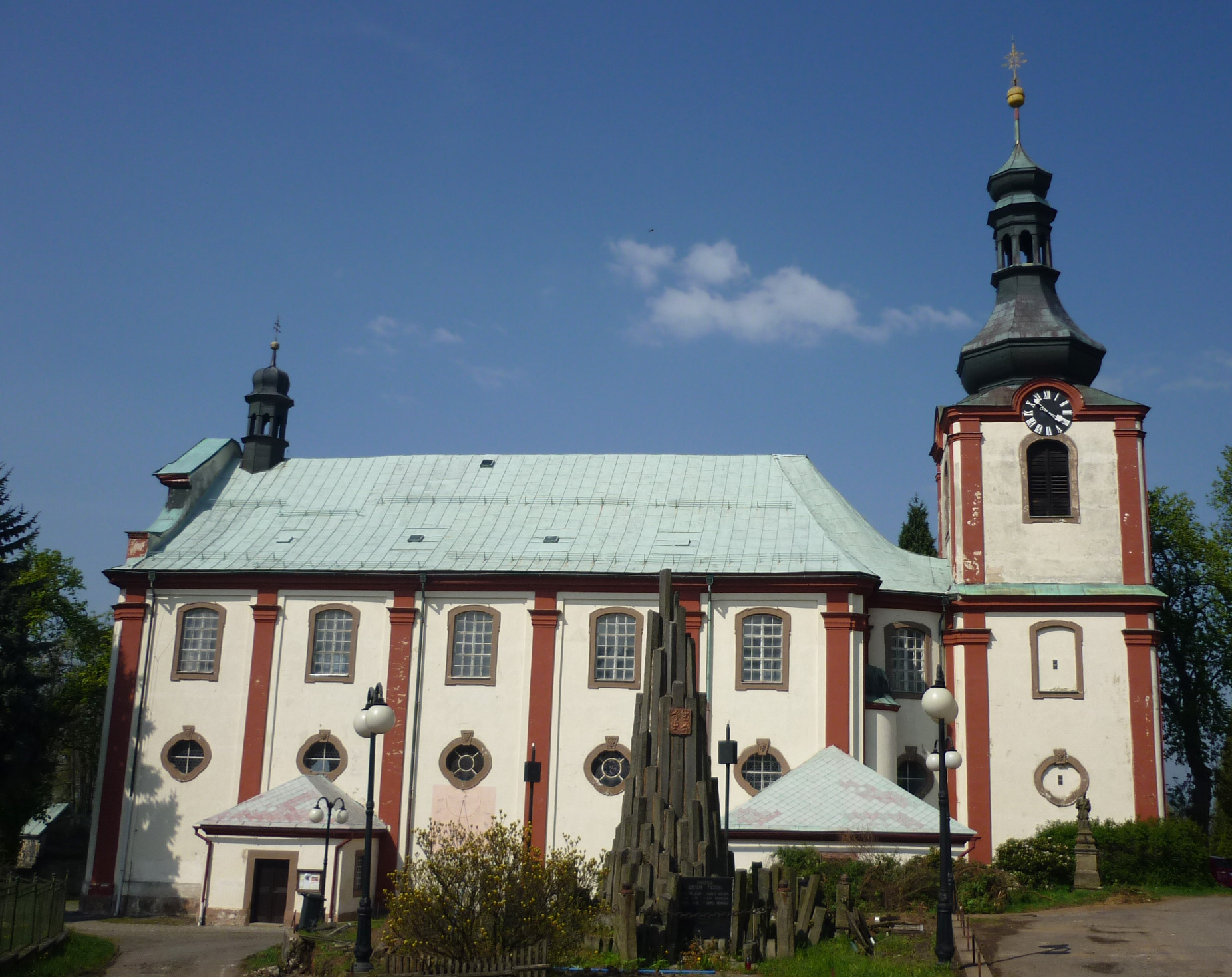
Kirche des hl. Johannes des Täufers in Kamenický Šenov
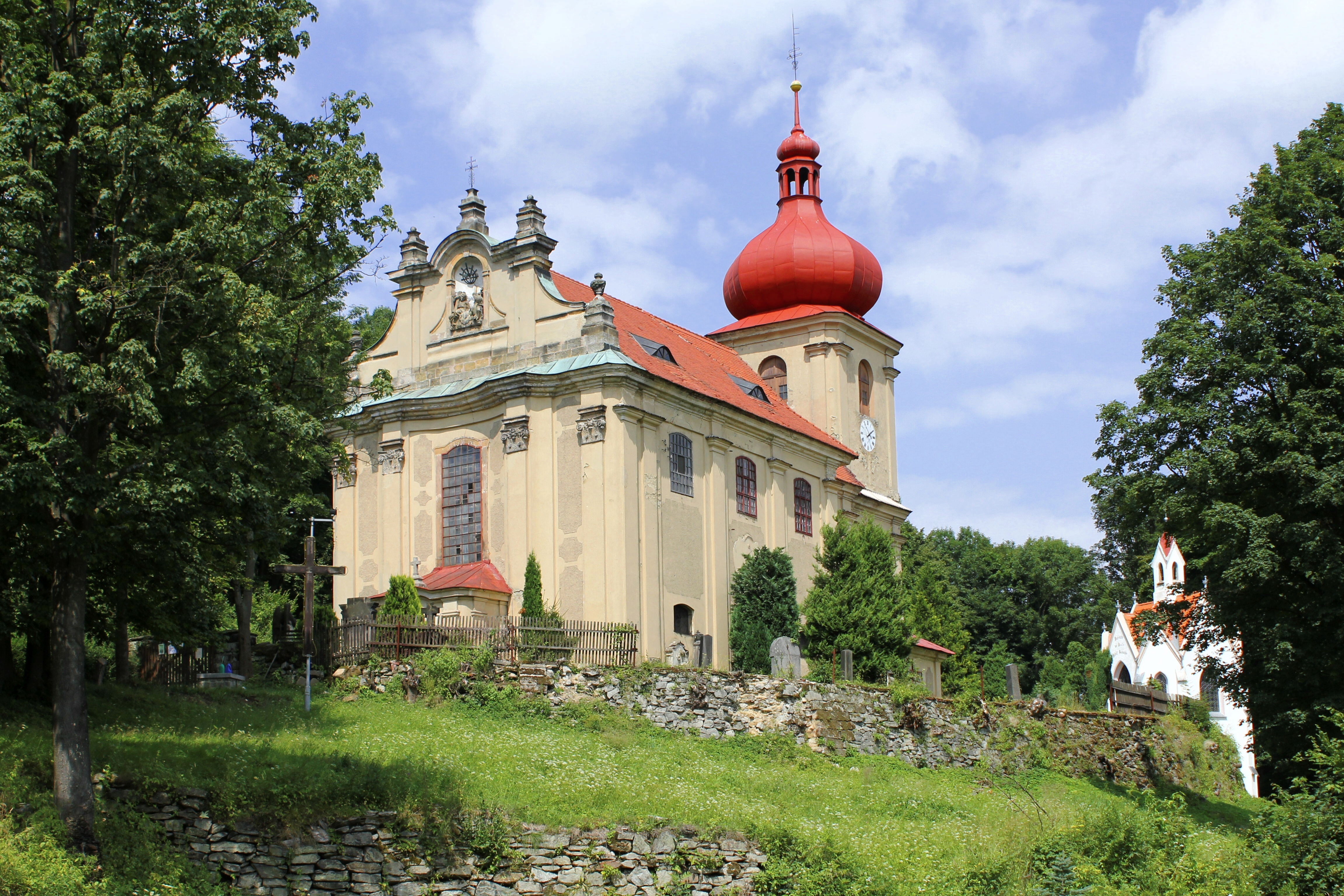
Dreifaltigkeitskirche in Polevsko
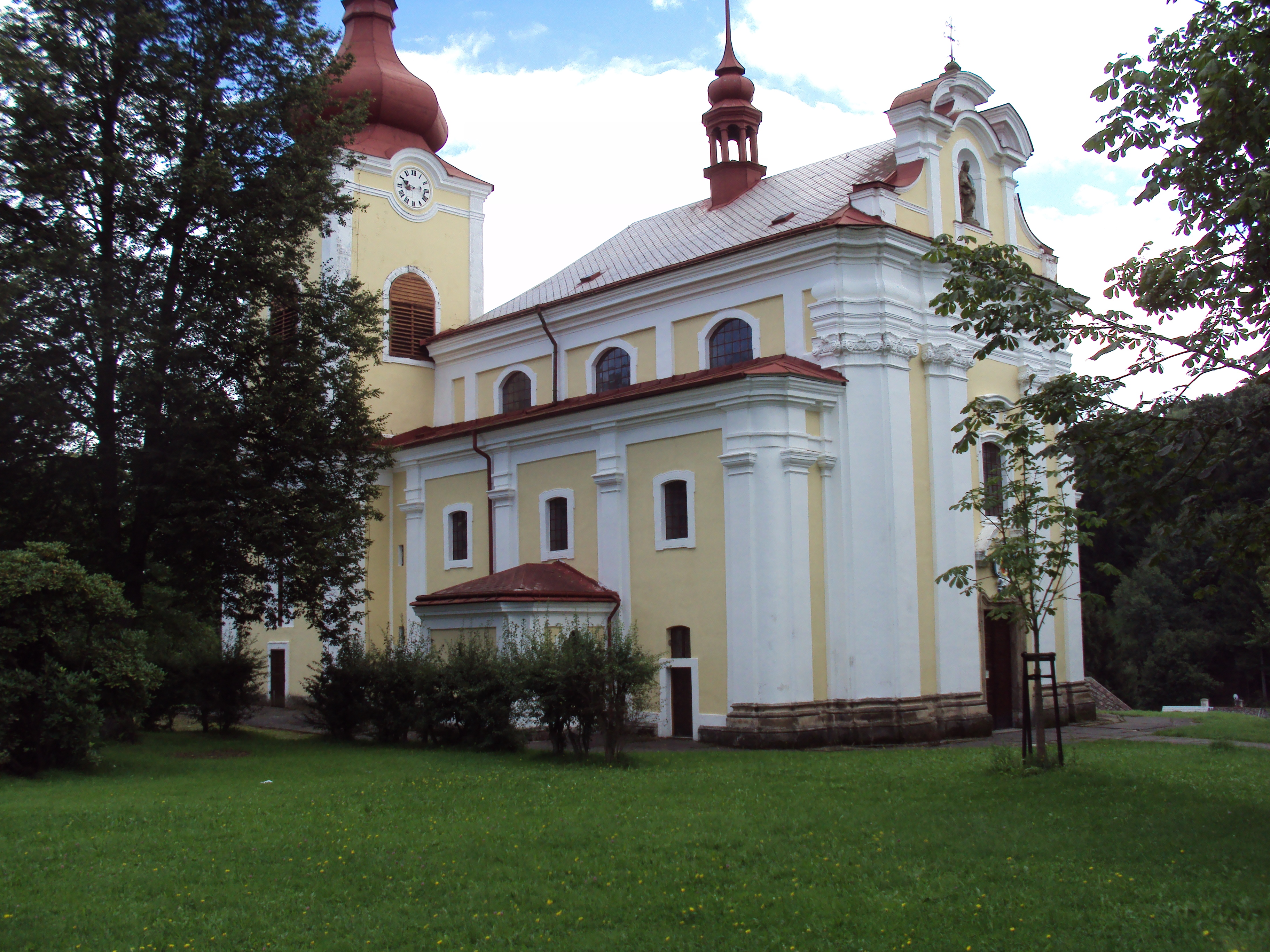
Katharienenkirche in Sloup
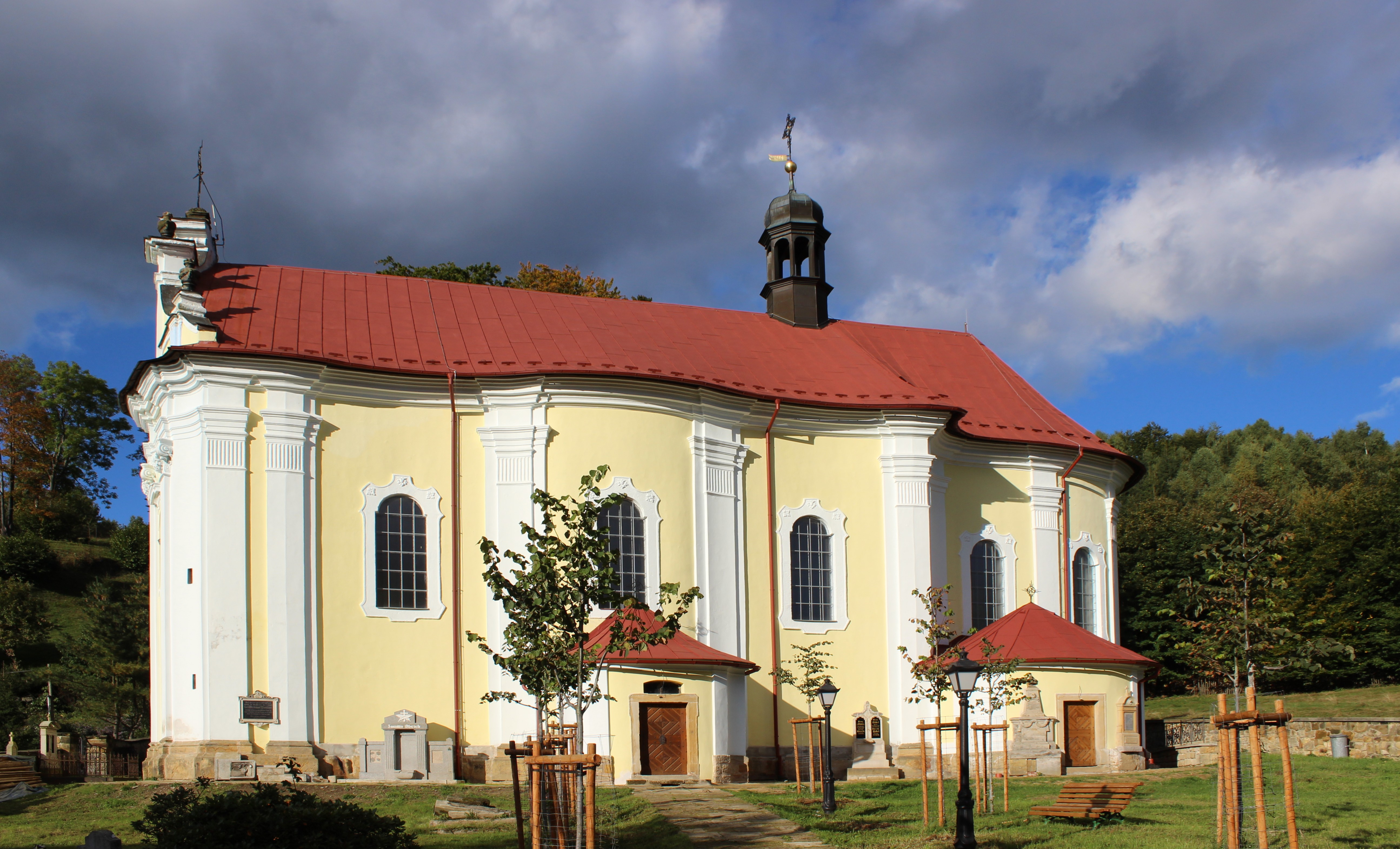
Kirche St. Peter und Paul in Horní Prysk
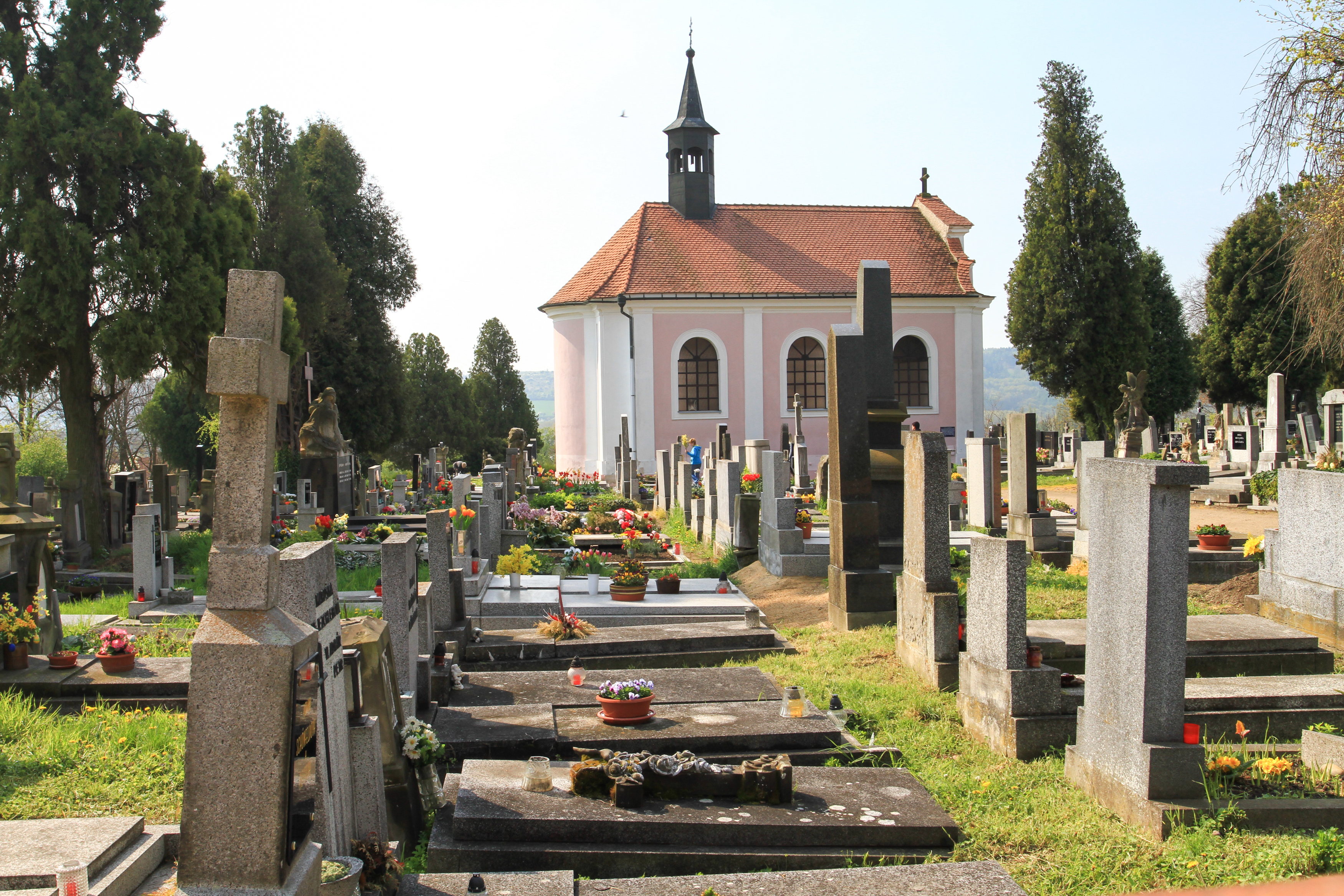
Laurentiuskirche in Libochovice
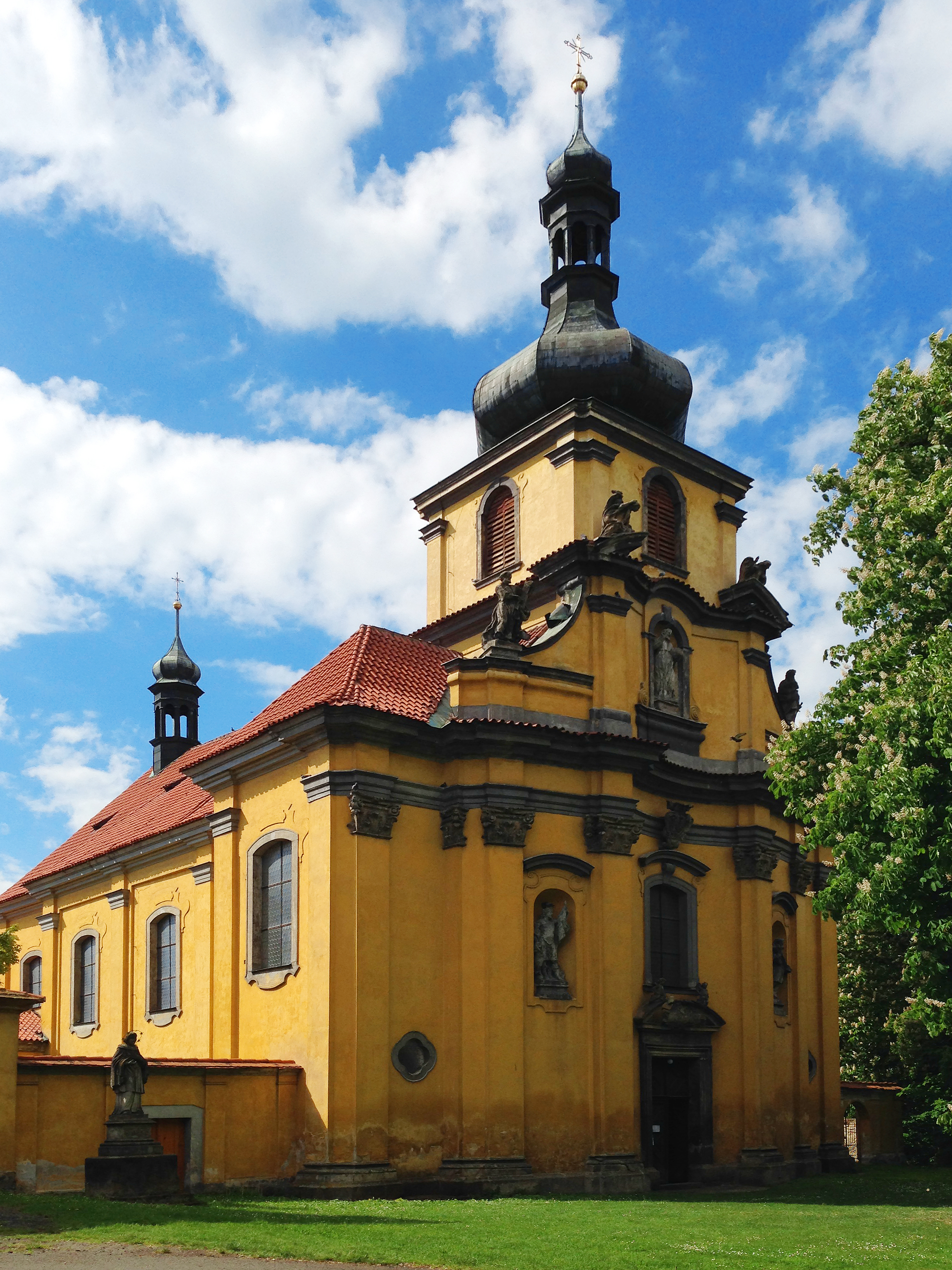
Kirche St. Peter und Paul in Peruc
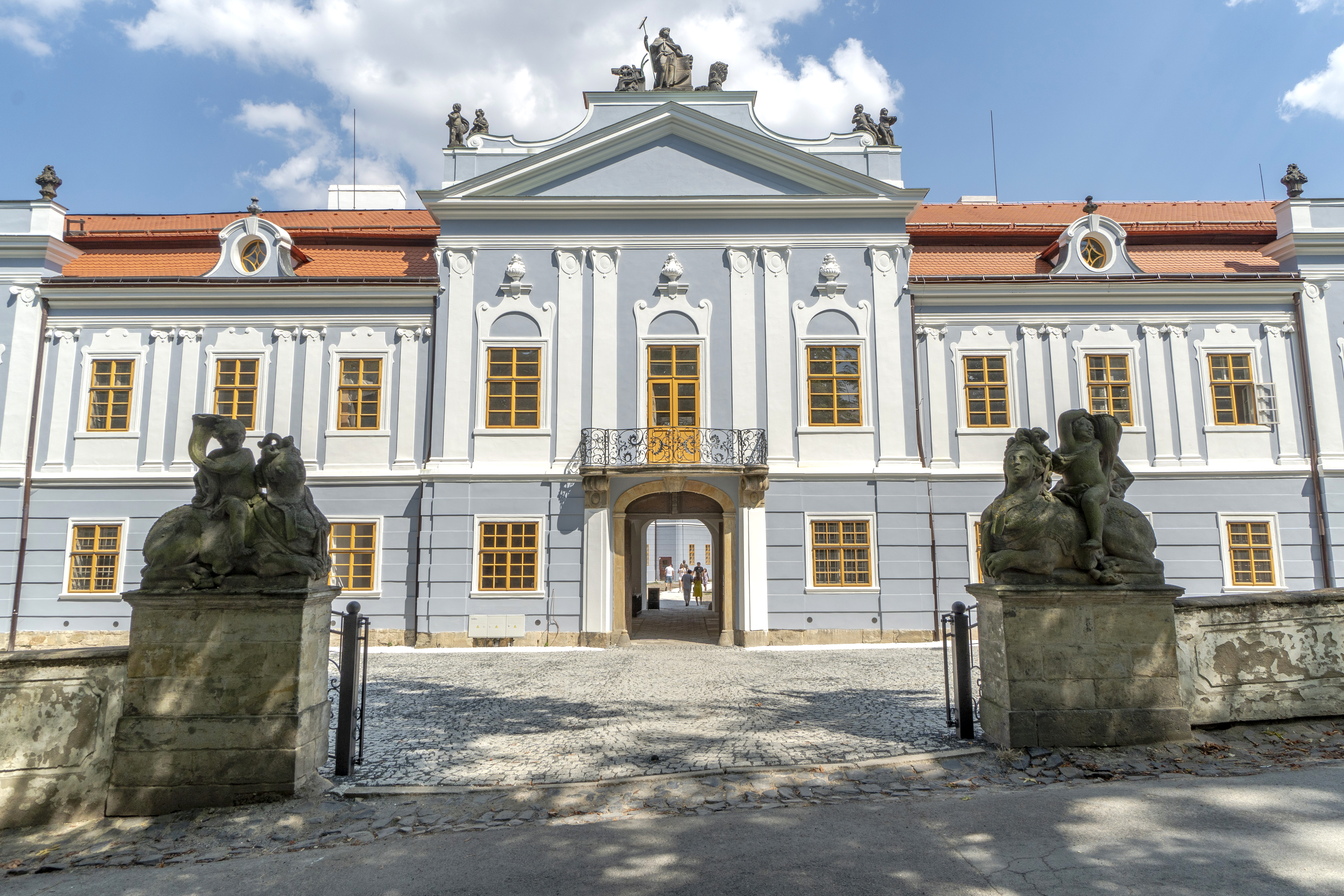
Schloss Peruc
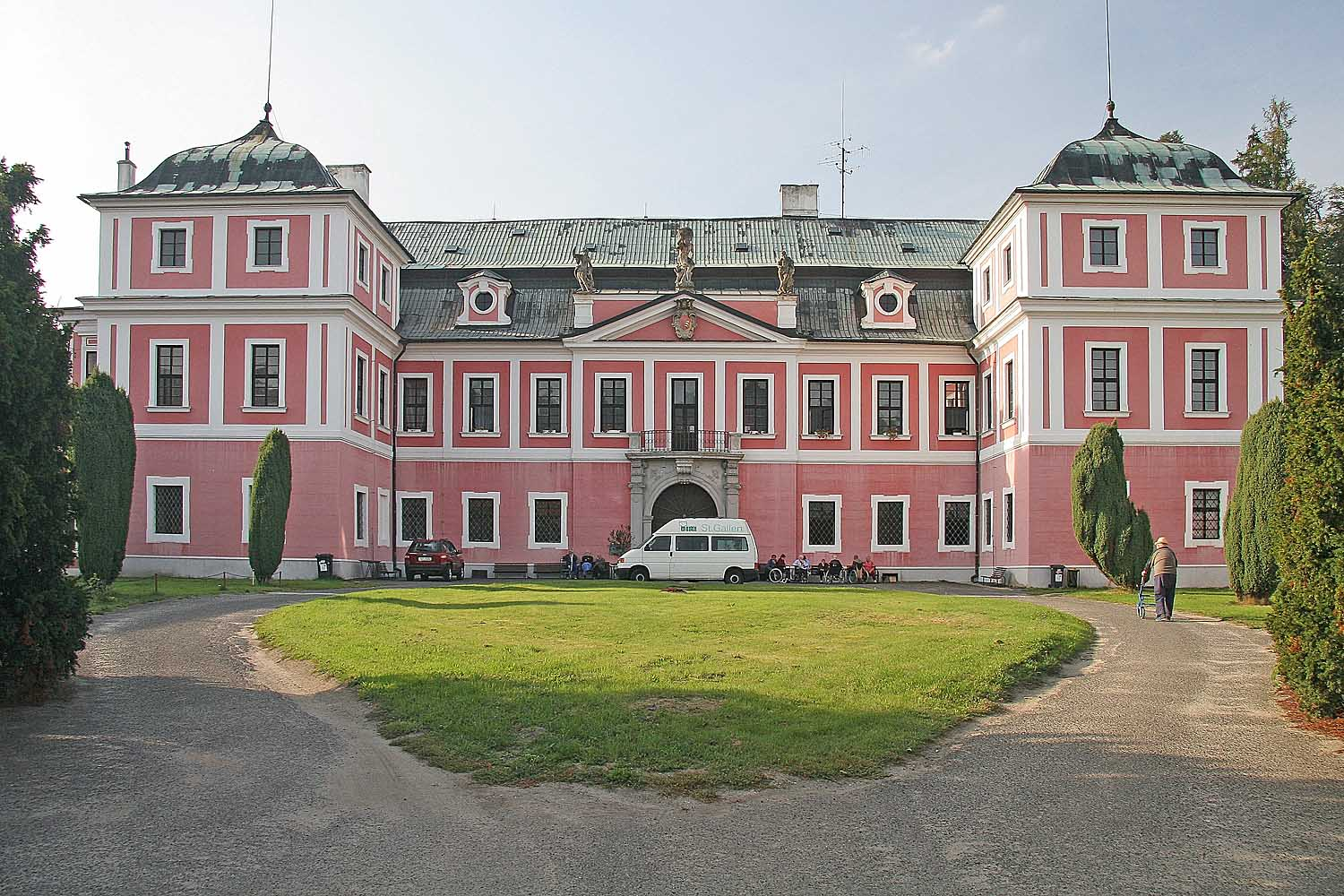
Schloss in Sloup v Čechách
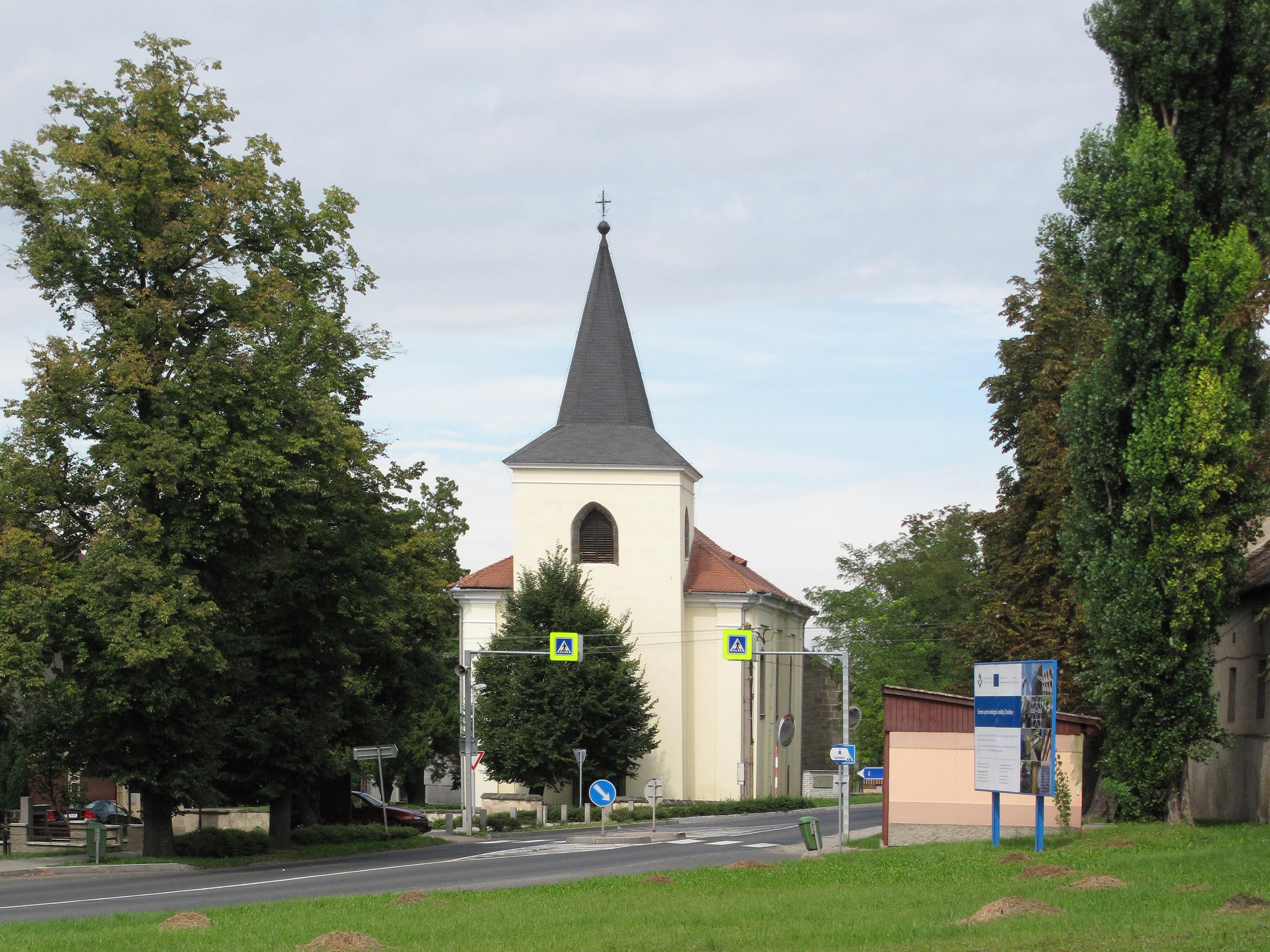
Wallfahrtskirche Mariä Himmelfahrt in Chotěšov
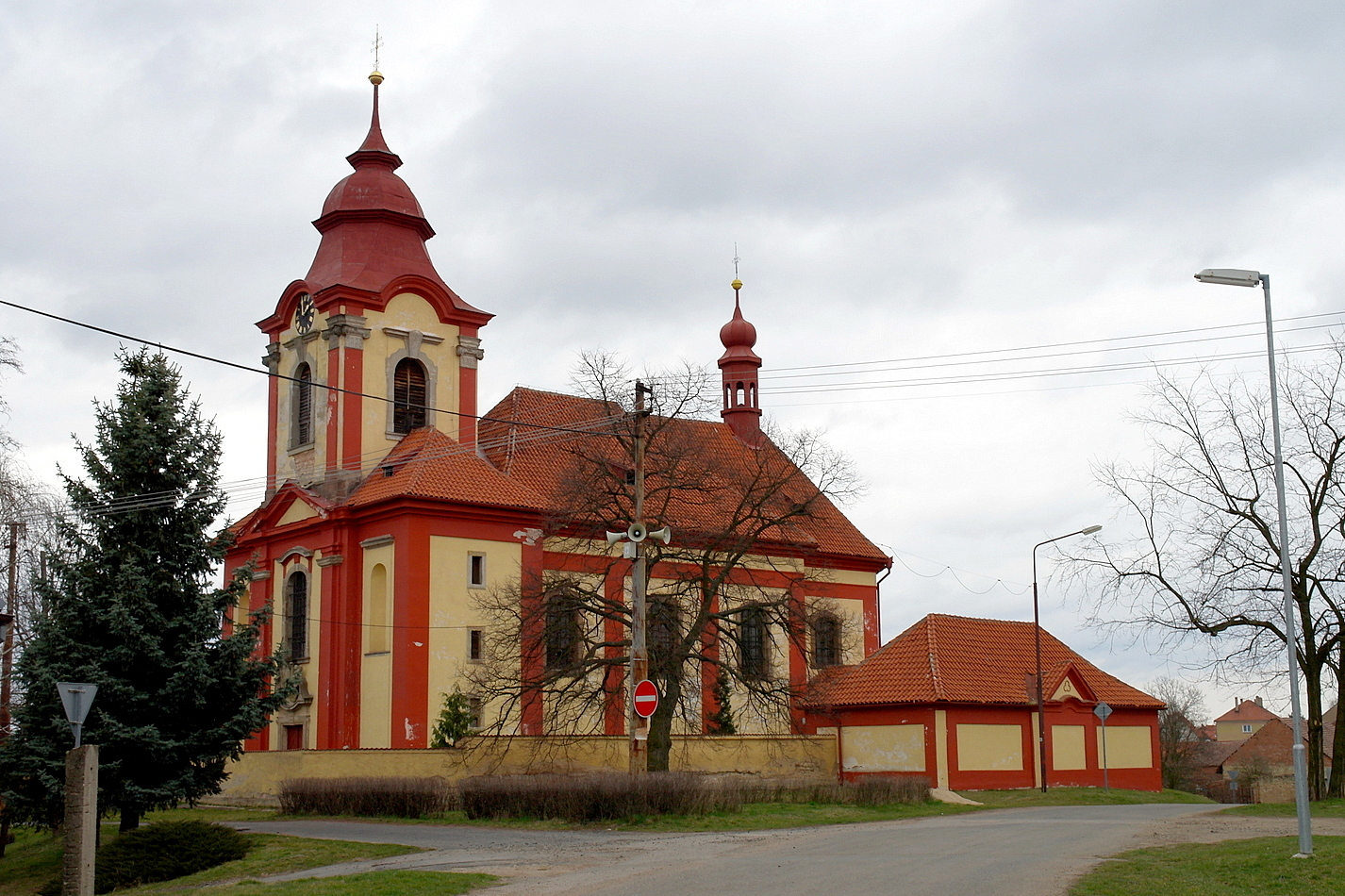
Kirche St. Wenzel in Ledčice
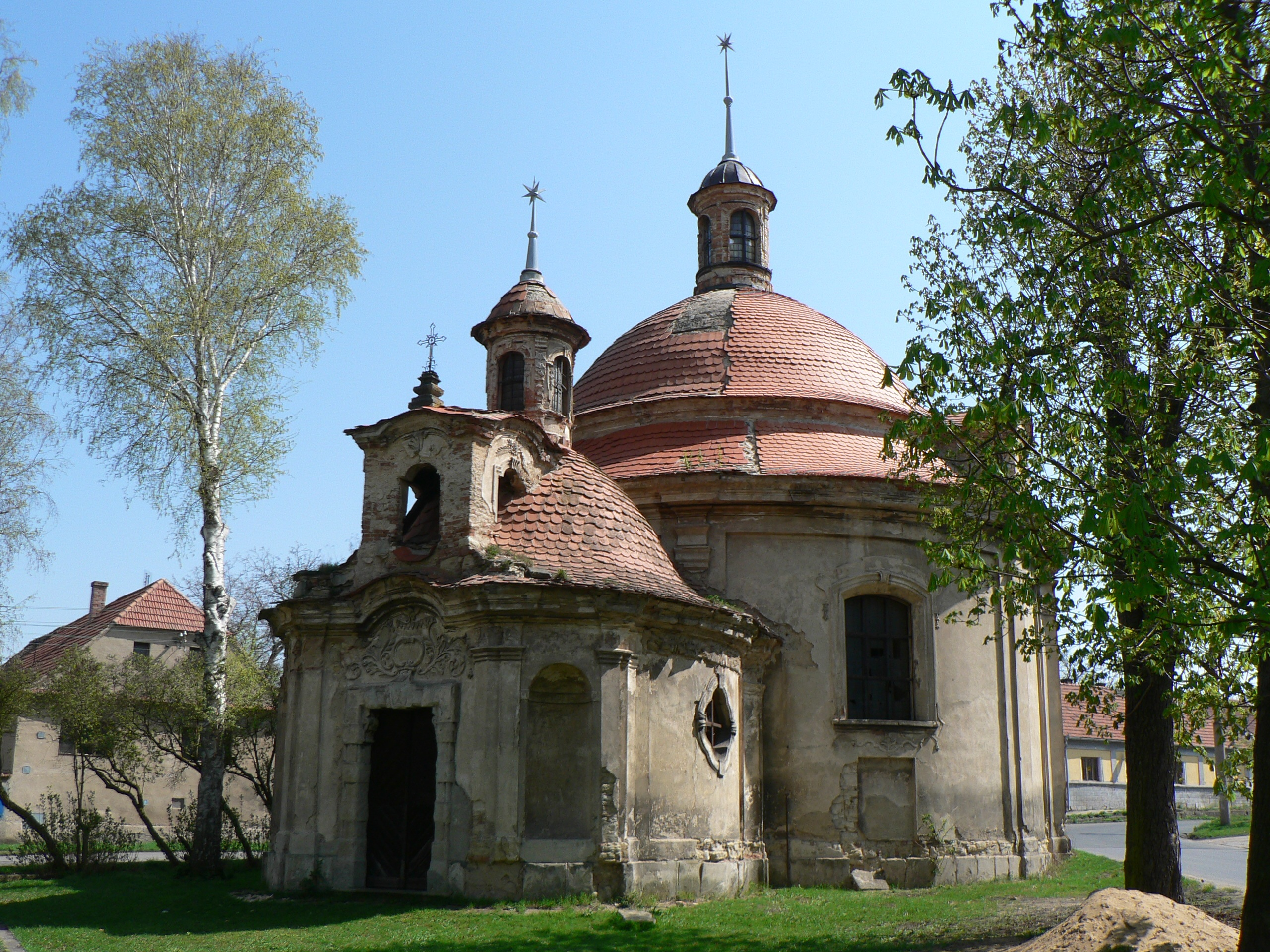
Allerheiligenkapelle in Rohatce